# Edward Molina
Edward Charles Dixon Molina (13 de dezembro de 1877 – 19 de abril de 1964) foi um engenheiro estadunidense, conhecido por suas contribuições à engenharia de tráfego.

## Biografia
Foi autodidata em matemática, entrando no departamento de pesquisas da AT&T (mais tarde Bell Labs) em 1901. Sua invenção de tradutores de relay em 1906 resultou nos sistemas de discagem de painel. Recebeu a Medalha Elliott Cresson de 1952.
Foi palestrante do Congresso Internacional de Matemáticos em Toronto (1924), Bolonha (1928), Zurique (1932) e Oslo (1936).

## Publicações
- "Application of the Theory of Probability to Telephone Trunking", Bell Labs Technical Journal, No 6, pp. 461–495, 1927
- "Bayes' Theorem: An Expository Presentation", Annals of Mathematical Statistics, 2(1):23-37, 1931
- An expansion for Laplacian integrals in terms of incomplete gamma functions, and some applications (1932)
- Poisson's exponential Binominal limit (D. Van Nostrand, Co.Inc., 1943).
- "Some Fundamental Curves for the Solution of Sampling Problems", Annals of Mathematical Statistics, 17(3):325-335, 1946
- "Some antecedents of quality control", in Quality Engineering journal 10(4):693-695, 1998. (Notes for a talk given January 17, 1950.)